# Tipula (Lunatipula) selenitica
Tipula (Lunatipula) selenitica is een tweevleugelige uit de familie langpootmuggen (Tipulidae). De soort komt voor in het Palearctisch gebied.